# Laja (fiume)
La Laja (in russo Лая?) è un fiume della Russia europea settentrionale, affluente di destra della Pečora. Scorre nella Repubblica dei Komi e nel Circondario autonomo dei Nenec.
Nasce dalla Bol'šezemel'skaja Tundra (Tundra della Grande Terra), emissario del piccolo lago Lajato; scorre con un corso tortuoso in direzione mediamente meridionale in una zona pianeggiante e paludosa, pressoché disabitata per ragioni climatiche, sfociando nella Pečora nel suo medio corso, a 687 km dalla foce. I principali affluenti sono la Jur"jacha e il Serčejju, provenienti dalla destra idrografica.
La Laja è gelata, mediamente, da ottobre a fine maggio.